# Amata taurica
Amata taurica là một loài bướm đêm thuộc phân họ Arctiinae, họ Erebidae.